# Medway (Maine)
Medway ist eine Town im Penobscot County des Bundesstaates Maine in den Vereinigten Staaten. Im Jahr 2020 lebten dort 1187 Einwohner in 610 Haushalten auf einer Fläche von 106,55 km².

## Geografie
Nach dem United States Census Bureau hat Medway eine Gesamtfläche von 106,55 km², von der 106,19 km² Land sind und 0,36 km² aus Gewässern bestehen.

### Geografische Lage
Medway liegt zentral im Penobscot County, im Osten grenzt das Aroostook County an. Der East Branch Penobscot River fließt aus Nordwesten kommend in südöstliche Richtung und vereinigt sich mit dem aus westlicher Richtung kommenden West Branch Penobscot River im Zentrum von Medway zum Penobscot River. In diesen mündet etwas später der aus Norden kommende Salmon Stream. Einige weitere kleinere Flüsse münden in diesen Flüssen. Die Oberfläche ist eben, ohne nennenswerte Erhebungen.

### Nachbargemeinden
Alle Entfernungen sind als Luftlinien zwischen den offiziellen Koordinaten der Orte aus der Volkszählung 2010 angegeben.
- Norden: North Penobscot, Unorganized Territory, 32,0 km
- Osten: South Aroostook, Unorganized Territory, Aroostook County, 33,6 km
- Süden: Woodville, 11,6 km
- Südwesten: North Penobscot, Unorganized Territory, 32,0 km
- Westen: East Millinocket, 8,3 km

### Stadtgliederung
In Medway gibt es drei Siedlungsgebiete: Medway, Powersville und South Medway.

### Klima
Die mittlere Durchschnittstemperatur in Medway liegt zwischen −11,1 °C (12 °F) im Januar und 20,6 °C (69 °F) im Juli. Damit ist der Ort gegenüber dem langjährigen Mittel der USA um etwa 9 Grad kühler. Die Schneefälle zwischen Oktober und Mai liegen mit bis zu zweieinhalb Metern mehr als doppelt so hoch wie die mittlere Schneehöhe in den USA; die tägliche Sonnenscheindauer liegt am unteren Rand des Wertespektrums der USA.

## Geschichte
Die Besiedlung des Gebietes startete um 1820. Ein Teil des Gebietes wurde 1852 als Medway Plantation, ein anderer Teil im Jahr 1854 als Pattagumpus Plantation (TA R6 WELS) organisiert. Aus diesen beiden Plantations wurde Medway am 8. Februar 1875 als Town organisiert.
Eine Blüte erlebte Medway während des Holzbooms durch seine strategische Lage am Zusammenfluss des Penobscot Rivers. Mit dem Niedergang des Booms setzte auch ein Bevölkerungsschwund in Medway ein.

### Einwohnerentwicklung
| Volkszählungsergebnisse – Town of Medway, Maine | Volkszählungsergebnisse – Town of Medway, Maine | Volkszählungsergebnisse – Town of Medway, Maine | Volkszählungsergebnisse – Town of Medway, Maine | Volkszählungsergebnisse – Town of Medway, Maine | Volkszählungsergebnisse – Town of Medway, Maine | Volkszählungsergebnisse – Town of Medway, Maine | Volkszählungsergebnisse – Town of Medway, Maine | Volkszählungsergebnisse – Town of Medway, Maine | Volkszählungsergebnisse – Town of Medway, Maine | Volkszählungsergebnisse – Town of Medway, Maine |
| Jahr                                            | 1800                                            | 1810                                            | 1820                                            | 1830                                            | 1840                                            | 1850                                            | 1860                                            | 1870                                            | 1880                                            | 1890                                            |
| ----------------------------------------------- | ----------------------------------------------- | ----------------------------------------------- | ----------------------------------------------- | ----------------------------------------------- | ----------------------------------------------- | ----------------------------------------------- | ----------------------------------------------- | ----------------------------------------------- | ----------------------------------------------- | ----------------------------------------------- |
| Einwohner                                       |                                                 |                                                 |                                                 |                                                 |                                                 |                                                 |                                                 | 415                                             | 628                                             | 653                                             |
| Jahr                                            | 1900                                            | 1910                                            | 1920                                            | 1930                                            | 1940                                            | 1950                                            | 1960                                            | 1970                                            | 1980                                            | 1990                                            |
| Einwohner                                       | 279                                             | 489                                             | 390                                             | 406                                             | 623                                             | 725                                             | 1266                                            | 1491                                            | 1871                                            | 1922                                            |
| Jahr                                            | 2000                                            | 2010                                            | 2020                                            | 2030                                            | 2040                                            | 2050                                            | 2060                                            | 2070                                            | 2080                                            | 2090                                            |
| Einwohner                                       | 1489                                            | 1349                                            | 1187                                            |                                                 |                                                 |                                                 |                                                 |                                                 |                                                 |                                                 |

## Wirtschaft und Infrastruktur

### Verkehr
Die Interstate 95 verläuft in nordsüdlicher Richtung durch Medway. Parallel zum West Branch Penobscot River verläuft die Maine State Route 157 zunächst südlich des Flusses, später auf der nördlichen Seite und auf der südlichen Seite die Maine State Route 116. Parallel zum East Branch Penobscot River verläuft die Maine State Route 11 in nordsüdlicher Richtung.

### Öffentliche Einrichtungen
In Medway gibt es keine medizinischen Einrichtungen oder Krankenhäuser. Nächstgelegene Einrichtungen für die Bewohner von Medway befinden sich in Millinocket.
Medway besitzt keine eigene Bücherei, die nächstgelegene ist die East Millinocket Public Library in East Millinocket.

### Bildung
Medway bildet mit East Millinocket und Woodville einen Schulbezirk. Im Schulbezirk stehen folgende Schulen zur Verfügung:
- Opal Myrick Elementary School  in East Millinocket, mit Schulklassen von Pre-Kindergarten bis zum 4. Schuljahr
- Medway Middle School in Medway, mit Schulklassen vom 5. bis zum 8. Schuljahr
- Schneck High School in East Millinocket, mit Schulklassen vom 9. bis zum 12. Schuljahr